# William J. Neidig
William Jonathan Niedig (1870 – 1955) è stato un docente, poeta e scrittore statunitense.

## Biografia
Nacque nello stato dell'Iowa, insegnò alla Stanford University e all'Università del Wisconsin a Madison e divenne scrittore freelance. Il suo libro del 1919 The Fire Flingers è stato adattato per il cinema.
Nel 1906, il professore dell'Università del Wisconsin Henry Lathrop lo nominò per il Premio Nobel per la letteratura per il suo libro di poesie intitolato The First Wardens.
Nel 1900 recensì una raccolta di racconti di Charles W. Chestnut. Scrisse dell'opera di Shakespeare e di quella che è conosciuta come False Folio. Nel settembre 1923, uno dei suoi racconti fu pubblicato sul The Saturday Evening Post. Fu scrittore di poesie.

## Opere
- The First Wardens, poems, Stanford University Press (1901)
- False dates on Shakspere quartos ; a new method of proof applied to a controversy of scholars (1910)
- The Fire Flingers (1919)[8][9]
- The Chrysalis[10]